# Esther Lelièvre
Pour les articles homonymes, voir Lelièvre et Éléonore.
Esther Lelièvre est une égérie du poète français Évariste de Parny, née le 17 juin 1761 à Saint-Paul de l'île Bourbon et morte le 25 août 1825 à Dinan, en Bretagne. Fille d'un ami du père du poète, elle est son élève puis devient son amante durant les cours particuliers de musique qu'il lui dispense alors qu'il effectue dans leur colonie natale un séjour de deux ans de janvier 1774 à janvier 1776. Hantant le souvenir du jeune homme pendant de nombreuses années, elle apparaît dans ses Poésies érotiques sous le nom d'Éléonore.